# Fortuna (keresztnév)
A Fortuna latin eredetű női név, a szerencse és a véletlen római istennőjének a neve, jelentése: szerencse.

## Gyakorisága
Az 1990-es években szórványos név, a 2000-es években nem szerepel a 100 leggyakoribb női név között.

## Névnapok
- április 23.[2]

## Híres Fortunák
- Fortuna – brazil énekesnő.